# Arnicratea cambodiana
Arnicratea cambodiana är en benvedsväxtart som först beskrevs av Pierre, och fick sitt nu gällande namn av N. Hallé. Arnicratea cambodiana ingår i släktet Arnicratea och familjen Celastraceae. Inga underarter finns listade.